# Bromotheres
Bromotheres is een vliegengeslacht uit de familie van de roofvliegen (Asilidae).

## Soorten
- B. australis (Ricardo, 1913)
- B. culicivorus (White, 1918)